# Chris Okotie
Chris Okotie (ur. 16 czerwca 1958) – nigeryjski teleewangelista i od 1987 roku pastor kościoła zielonoświątkowego Household of God Church w zborze w Lagos.

## Życiorys
Chris Okotie urodził się w stanie Delta i uczęszczał Edo College w Benin City. W 1984 roku ukończył studia prawnicze na Uniwersytecie Nigerii w mieście Nsukka. Okotie uczestniczył w szkole biblijnej Grace Fellowship Bible School w Tulsie w USA, po której założył kościół Household of God Church.
Okotie dwukrotnie kandydował na urząd prezydenta Nigerii – w 2003 roku z ramienia Partii Sprawiedliwości (JP), a w 2007 roku z ramienia Nowej Partii Demokratycznej.